# Зиновьево (Марий Эл)
 Зиновьево  — деревня в Юринском районе Республики Марий Эл. Входит в состав Васильевского сельского поселения.

## География
Находится в юго-западной части республики Марий Эл на правобережье Ветлуги на расстоянии приблизительно 48 км на северо-запад от районного центра посёлка Юрино.

## История
В 1925 году в деревне было 58 дворов, в которых 292 жителя. Работали в советское время колхозы «Путь крестьянина», им. Маленкова, совхоз «Васильевский» (последний до 1992 года).

## Население
Население составляло 27 человек (русские 100 %) в 2002 году, 9 в 2010.